# 圣欧班 (科多尔省)
圣欧班（法語：Saint-Aubin，法語發音：[sɛ̃.t‿obɛ̃] ⓘ）是法国科多尔省的一个市镇，位于该省东南部，属于博讷区。

## 地理
圣欧班（46°57'1"N, 4°42'34"E）面积9.42 平方千米，位于法国勃艮第-弗朗什-孔泰大區科多尔省，该省份为法国中东部省份，北起奥布省，西接涅夫勒省和约讷省，南至索恩-卢瓦尔省，东南接汝拉省，东临上索恩省，东北部与上马恩省接壤。
与圣欧班接壤的市镇（或旧市镇、城区）包括：欧塞迪雷斯、桑特奈、沙萨涅蒙拉谢、默尔索、皮利尼蒙拉谢、拉罗什波。

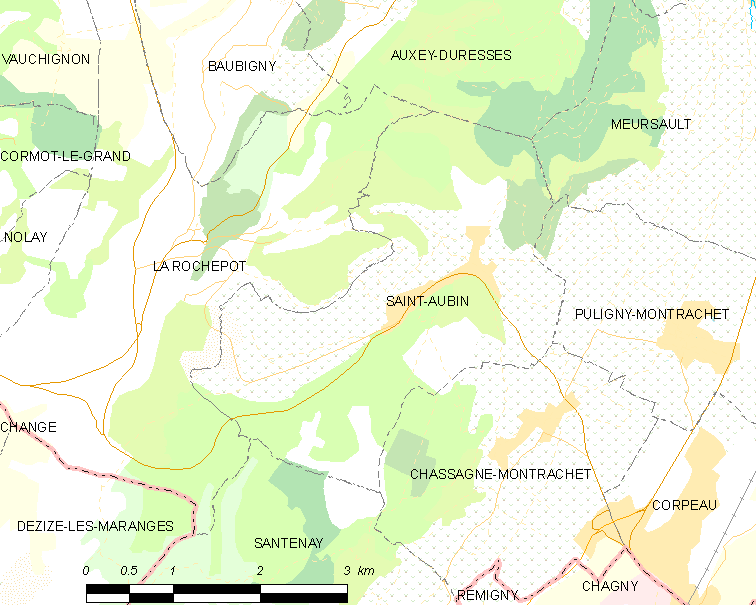
的OSM定位图

圣欧班的时区为UTC+01:00、UTC+02:00（夏令时）。

## 行政
圣欧班的邮政编码为21190，INSEE市镇编码为21541。

## 政治
圣欧班所属的省级选区为拉杜瓦-塞里尼县。

## 人口

1962-2008年间人口变化图示

圣欧班于2022年1月1日时的人口数量为195人。